# Golden (Harry Styles)
Golden è un singolo del cantante britannico Harry Styles, pubblicato il 23 ottobre 2020 come quinto estratto dal secondo album in studio Fine Line.

## Video musicale
Il video musicale, diretto da Ben Turner e Gabe Turner, è stato pubblicato in anteprima il 26 ottobre 2020 sul canale YouTube del cantante. Il video, che vede protagonista lo stesso Styles, è stato girato tra Maiori e Pontone, sulla costiera amalfitana.

## Formazione
Musicisti
- Harry Styles – voce, cori
- Thomas Hull – cori
- Tyler Johnson – cori, tastiera
- Mitch Rowland – batteria, slide guitar, glockenspiel
- Kid Harpoon – moog, chitarra acustica

Produzione
- Tyler Johnson – produzione
- Kid Harpoon – co-produzione
- Sammy Witte – ingegneria del suono
- Jon Castelli – ingegneria del suono aggiuntiva
- Nick Lobel – ingegneria del suono aggiuntiva
- Mark Rarkin – ingegneria del suono aggiuntiva
- Spike Stent – missaggio
- Michael Freeman – assistenza al missaggio
- Rob Bisel – assistenza all'ingegneria del suono
- Tyler Beans – assistenza all'ingegneria del suono
- Jeremy Hatcher – assistenza all'ingegneria del suono
- Dylan Naustadter – assistenza all'ingegneria del suono
- Kevin Smith – assistenza all'ingegneria del suono
- Oli Jacobs – assistenza all'ingegneria del suono
- Oliver Middleton – assistenza all'ingegneria del suono
- Randy Merrill – mastering

## Classifiche

### Classifiche settimanali
| Classifica (2019-21) | Posizione massima |
| -------------------- | ----------------- |
| Argentina            | 21                |
| Australia            | 39                |
| Belgio (Fiandre)     | 37                |
| Belgio (Vallonia)    | 61                |
| Canada               | 45                |
| Croazia              | 6                 |
| El Salvador          | 3                 |
| Grecia               | 46                |
| Irlanda              | 26                |
| Islanda              | 20                |
| Italia               | 62                |
| Lettonia             | 46                |
| Lituania             | 21                |
| Nuova Zelanda        | 40                |
| Paesi Bassi          | 55                |
| Perù                 | 147               |
| Portogallo           | 55                |
| Regno Unito          | 26                |
| Repubblica Ceca      | 80                |
| Slovacchia           | 63                |
| Stati Uniti          | 57                |
| Svezia               | 74                |

### Classifiche di fine anno
| Classifica (2021) | Posizione |
| ----------------- | --------- |
| Croazia           | 61        |
| Portogallo        | 198       |